# Pompey Factor
Pompey Factor (1849 – 29 mars 1928) était un Séminole noir qui servit comme éclaireur dans l'armée des États-Unis. Il fut décoré de la plus haute distinction, la Medal of Honor pour son action au cours des guerres indiennes dans l'Ouest américain.

## Biographie
Après avoir vécu au Mexique pendant près de 20 ans, il s'engagea, avec de nombreux autres Séminoles noirs, dans l'US Army pour servir dans l'unité des éclaireurs séminoles noirs en août 1870. Il participa à la guerre de la rivière Rouge. 
Le 25 avril 1875, alors qu'il était soldat au 24e régiment d'infanterie, il participa à une reconnaissance près de la rivière Pecos au Texas où, « avec 3 autres hommes, il participa à une charge contre 25 ennemis ». Ils sauvèrent à cette occasion, leur lieutenant, John L. Bullis.
Un mois plus tard, Factor fut décoré pour son engagement de la Medal of Honor. Deux autres éclaireurs furent décorés avec lui, Isaac Payne et John Ward, tous les deux Séminoles noirs.
À la suite de l'assassinat de l'un de ses camarades éclaireurs (et aussi récipiendaire de la Medal of Honor) Adam Paine lors du nouvel an 1877 par le shérif adjoint de Brackettville (aussi récipiendaire de la Medal of Honor) Claron A. Windus qui le suspectait d'homicide, Factor déserta de l'armée et s'enfuit au Mexique. Il revint par la suite et fut autorisé à réintégrer l'armée avant d'être démobilisé en novembre 1880.
Factor mourut à l'âge de 78 ou 79 ans et fut enterré au cimetière des éclaireurs séminoles de Brackettville au Texas.

## Citation de la Medal of Honor
Rang et unité : soldat, éclaireur. 
Lieu et date : Pecos River, Texas, 25 avril 1875.
Entré en service :------. 
Naissance : Arkansas. 
Date d'attribution : 28 mai 1875.
Citation: « Avec 3 autres hommes, a participé à une charge contre 25 ennemis au cours d'une patrouille de reconnaissance. »